# Турдинула
Турдину́ла (Napothera) — рід горобцеподібних птахів родини Pellorneidae. Представники цього роду мешкають в Гімалаях і Південно-Східній Азії.

## Види
Виділяють шість видів:
- Турдинула світлоброва (Napothera epilepidota)
- Баблер довгодзьобий (Napothera malacoptila)
- Баблер вусатий (Napothera albostriata)
- Баблер фансипанський (Napothera pasquieri)
- Баблер індокитайський (Napothera danjoui)
- Баблер наунгмунзький (Napothera naungmungensis)[5]